# Sírius
Sírius (α Canis Majoris / α CMa) és l'estel més brillant del cel nocturn. El seu nom deriva de la paraula grega antiga Σείριος (Sírios), que significa ‘ardent’. Té una magnitud aparent de −1,46, és a dir, és gairebé el doble de brillant que Canopus, el segon estel més brillant. És un estel binari format per un estel de la seqüència principal de tipus espectral A0 o A1 i un nan blanc tènue de tipus espectral DA2, Sírius B, separats per una distància que va des de 8,2 fins a 31,5 unitats astronòmiques. El seu període orbital és de 50 anys.
La brillantor aparent de Sírius té a veure amb la seva lluminositat intrínseca i la seva proximitat al sistema solar. Es troba a una distància de 2,64 parsecs (8,6 anys llum), cosa que en fa un dels seus veïns més propers. Sírius A és unes dues vegades més massiu que el Sol i té una magnitud absoluta visual d'1,42. És 25 vegades més lluminós que el Sol, però té una brillantor significativament menor que altres estrelles brillants com Canopus o Rigel. El sistema té una edat d'entre 200 i 300 milions d'anys. Originàriament estava composta de dues estrelles brillants blavoses. La més massiva de les dues, Sírius B, va consumir els seus recursos i va esdevenir una gegant vermella abans de desprendre les capes exteriors i quedar-se com una nana blanca fa 120 milions d'anys.
Sírius també es coneix com l'estel del Ca, mostrant la seva prominència a la seva constel·lació, Ca Major. L'alçament helíac de Sírius marcava les inundacions del Nil a l'antic Egipte, i per als antics grecs marcava l'inici de la canícula. Per als polinesis, marcava l'hivern i era una estrella important de la navegació per l'oceà Pacífic.

## Etimologia i noms
| X1 · N14 | M44 |

| X1 · N14 | M44 |

El nom propi més comú per a aquesta estrella prové del llatí Sīriŭs, al seu torn del grec antic Σείριος, Seirios, encara que la paraula hel·lena podria haver estat importada d'un altre lloc amb anterioritat de l'època arcaica de l'antiga Grècia, fet a partir del qual alguns estudiosos suggereixen una connexió amb el déu egipci Osiris. El primer ús documentat d'aquest nom data del segle vii aC, en l'obra poètica Treballs i dies d'Hesíode, que va qualificar Sírius pel seu centelleig dient, per exemple, ποίκιλος Σείριος, poíkilos Seirios, ‘Sírius, el que brilla en molts colors’. No obstant això, Sírius disposa de més de cinquanta designacions diferents.
En àrab es coneix l'estrella com الشِّعْرَى, ax-Xiʿrà, ‘el líder’, del qual deriva l'alternatiu Aschere. En sànscrit s'anomena Mrgavyadha, ‘caçador de cérvols’, o Lubdhaka, ‘caçador’. Sota el primer d'aquests dos noms, Sírius representa Rudra (Shiva). Viatjant molt al nord, a Escandinàvia, l'estrella era anomenada Lokabrenna, que es podria traduir com ‘la torxa de Loki’. Durant l'edat mitjana, en astrologia, Sírius era una de les quinze estrelles fixes behenies, associada concretament amb el beril i els juniperus, i el símbol astrològic va ser llistat per Agrippa de Nettesheim.
Històricament, moltes cultures han assignat una especial transcendència a Sírius, que en particular ha estat relacionada freqüentment amb els gossos; per aquest motiu, col·loquialment és coneguda com l'«estrella Gos» (i totes les seves variants idiomàtiques: Dog Star, Stella del Cane, Hundsstern, Köpek-yıldız, Hundstjärnan, etc.), la qual cosa té a veure en part amb el fet que els noms de les constel·lacions són ja antics i també amb el fet que sigui l'estrella més brillant de la seva constel·lació, Canis Major, el 'Gran Ca', que típicament ha estat identificat com el gos del gegant Orió, encara que aquesta no ha estat l'única opció. Fins i tot Homer, en la seva Ilíada, va descriure l'acostament d'Aquil·les a Troia fent referència a Sírius com a gos d'Orió, com l'estrella més brillant i malvada.
En l'astronomia xinesa, és coneguda com l'estrella del llop celestial (en xinès i japonès: 天狼; pinyin: Tiānláng; rōmaji: Tenrō) en la mansió de Jǐng (井宿). D'altra banda, a l'Amèrica del Nord, molts pobles indígenes van relacionar d'igual manera Sírius amb els cànids; els seri i els tohono O'odham van prendre l'estrella com un gos que perseguia ovelles de les muntanyes, mentre que els Blackfoot la van anomenar Cara-gos. El poble dels cherokees va aparellar Sírius amb Antares com a parella de gossos guardians que custodiaven cada costat del Camí de les ànimes; els pawnee de Nebraska van traçar diverses associacions: la tribu skidi l'anomenava estrella Llop, però d'altres usaven la variant estrella Coiot. A Alaska, els inuit de l'estret de Bering coneixien Sírius com a Gos Lluna.
Per contra, diverses cultures han vinculat Sírius amb arcs i fletxes. Els antics xinesos van visualitzar un gran arc i una fletxa formats per Pupa i Ca Major solcant el cel sud, de manera que l'extrem de la fletxa apunta al llop Sírius. Una connexió similar es troba en el temple d'Hathor a Dendera, on la dea Satis dispara la seva sageta a Hathor —Sírius, que amb el nom Tir era retratada com la fletxa en si en la cultura persa posterior.
Igualment, s'esmenta Sírius a la sura 53 de l'Alcorà, titulada An-Najm, «L'estrella», de la següent manera: وأنَّهُ هُوَ رَبُّ الشِّعْرَى, «que Ell és el Senyor de l'estel Ax-Xirà» (Alcorà 53:49 (traduït per Míkel de Epalza)).
Si bé és cert que Sírius és designada per molts diferents noms científics, la gran majoria estan constituïts per unes sigles i un nombre. La clàssica denominació de Bayer, del segle xvii, basada a ordenar les estrelles de cada constel·lació per lluentor aparent mitjançant l'alfabet grec seguit del nom llatí de la constel·lació en genitiu, assignava a aquesta estrella el nom Alfa Canis Maioris o α Canis Maioris, abreujat com α CMa. L'inconvenient d'aquest sistema radicava en el fet que hi ha moltes més estrelles per constel·lació que lletres en l'alfabet; per això, John Flamsteed va plantejar un nou mètode consistent a donar a cada estrella d'una constel·lació un nombre i no una lletra, seguint l'ascensió recta creixent en lloc de la lluentor. Així, i afegint també el genitiu llatí, Sírius quedava com a 9 Canis Maioris, abreujat al seu torn en 9 CMa. Posteriorment, s'han creat més catàlegs estel·lars de major envergadura i precisió. En el Bonner Durchmusterung, després de les corresponents sigles del catàleg (n'hi ha diverses a causa de les seves ampliacions) van la declinació de l'estrella i un nombre, Sírius és BD −16° 1591. En el de Henry Draper, que té en compte l'ordre d'ascensió recta per l'època 1900.0 i que va ser el primer intent de classificació per tipus espectral, a Sírius se li va adjudicar HD 48915; però en el Bright Star Catalogue, que inclou aproximadament les estrelles visibles a simple vista, Sírius passa a ser HR 2491. Molts altres són PPM 217626, del Positions and Proper Motions Catalogue, SAO 151881, del Smithsonian Astrophysical Observatory, GC 8833, del Boss General Catalogue, WDS 06451-1643A, ADS 5423, GL 244, FK5 257, LHS 219, NSV 17173 i el del recent, precís i complet catàleg Hipparcos: HIP 32349.

## Història observacional i cultural
Donada la seva qualitat d'estrella excepcionalment vistosa, Sírius es troba present des de temps prehistòrics en la mitologia, les religions i els costums de nombroses cultures.
Sírius, estrella coneguda en l'antic Egipte com a Sopdet, Sothis o Sethis (en grec: Σῶθις, Sothis), apareix ja en els primers registres astronòmics, simbolitzada per un gos, origen de l'ulterior nom del Ca Major. Durant l'època del Regne mitjà d'Egipte, el poble egipci basava el seu calendari en l'ortus helíac de Sírius, això és, el primer dia en què es fa visible per occident de matinada just abans de la sortida del Sol, després d'haver-se allunyat suficientment de la lluentor del Sol. La importància d'aquest fet resideix que marcava l'inici de la temporada anual de crescuda del riu Nil, abans del solstici estival, després d'una absència de setanta dies en els cels nocturns. El jeroglífic de Sothis mostra una estrella de cinc puntes i un triangle. Sothis era identificat amb la gran dea Isis, que formava part, al costat del seu espòs Osiris i el seu fill Horus, d'un triteisme, mentre que aquest període de setanta dies en els quals Sírius no es veia en el cel simbolitzava el pas d'Isis i Osiris pel duat, l'inframon egipci. D'una manera similar, per als chibches de l'actual Colòmbia, la sortida helíaca de Sírius anunciava el començament de la temporada de pluges.
La ineludible relació entre Sírius i el calendari egipci ha ocasionat que, amb el temps, Sírius i el conegut cicle sotíac (també sotiac, sothiac o sòtic) s'hagin convertit també en un important element que ajudi a determinar amb major exactitud la cronologia de l'antic Egipte, ja que els antics egipcis no van utilitzar un únic sistema per datar. D'altra banda, aquest mètode no està exempt d'inconvenients i això ha comportat l'aparició d'alguns detractors que prefereixin recórrer a altres sistemes. El cicle sotíac és el període de 1.461 anys de 365 dies exactes (del calendari egipci, en el julià són 1.460 anys de 365,25 dies) que triga la sortida helíaca de Sírius a coincidir de nou amb el començament de l'any nou, el primer dia del mes Thoth, descoordinació que ve implicada perquè l'any egipci no coincidia amb el sideri. Gràcies a la conservació d'algunes restes arqueològiques que fan referència a l'ortus helíac de Sírius i dels quals es coneix a quina dinastia pertanyen, com una taula d'ivori del faraó Djer, es pot fixar una referència a partir de la qual datar els esdeveniments succeïts en l'antic Egipte.
A Sumèria, al voltant del tercer mil·lenni aC, Sírius ja va adoptar un paper central en la religió sumèria. Com a estrella de referència per al calendari, i sota la denominació MULKAK.SI.SÁ, complia una important funció en el cicle agrícola; i amb el nom de MULKAK.TAG.GA ('fletxa del cel'), Sírius era considerada com una divinitat principal però subordinada a «l'estrella dominant de Déu sobre la resta d'objectes celestes», Venus, que era adorada com la dea Inanna. Finalment, en la processó d'Akitu —any nou—, Sírius rebia les seves corresponents ofrenes. Més tard, i pràcticament sense canvis en el que representava, per als assiris i els babilonis Sírius suposava a més, segons les taules d'argila MUL.APIN, el senyal per especificar els anys de traspàs.
La civilització de l'antiga Grècia va observar que l'aparició de Sírius anunciava els càlids i secs estius mediterranis i, per tant, temien que marcís les plantes, que afeblís els homes i que excités les dones. A causa de la seva lluentor, la titil·lació de Sírius era més apreciable en les condicions atmosfèriques variables de principis de l'estiu, la qual cosa indicava, per als observadors grecs, certes emanacions que provocaven la seva influència maligna. Les persones que sofrien els seus efectes eren denominades αστροβόλητος (astrobólētos, 'colpejades per l'estrella'). En la literatura es qualifica l'estrella com ardent o flamejant. La temporada posterior a l'aparició de Sírius va passar a ser coneguda com els dies del gos. Els habitants de Kea, illa de l'arxipèlag de les Cíclades, en el mar Egeu, oferien sacrificis a Sírius i a Zeus perquè portessin brises fresques, i esperarien la reaparició de l'estrella a l'estiu. Si s'elevava clara, presagiava bona fortuna, però, d'altra banda, si s'alçava bromosa o borrosa, vaticinava (o més aviat emanava) pestilència. Algunes monedes del segle III aC recuperades de l'illa presenten gossos o estrelles dels quals sorgeixen raigs, la qual cosa destaca la rellevància de Sírius. També a Grècia, l'astrònom i matemàtic Aristarc de Samos va considerar l'estrella per la seva lluentor un sol.
Posteriorment, els romans celebraven la posta de Sírius el 25 d'abril sacrificant per a la dea Robigo un gos juntament amb encens, vi i una ovella, per poder protegir aquell any les collites de malalties com el rovell del blat a causa de les emanacions malvades de l'estrella. Així mateix, els romans van denominar canicŭla (canícula) els dies del gos grecs, cultisme llatí que s'ha conservat en la llengua castellana i que reté el seu significat, el qual es refereix als dies de major calor, la qual cosa a Espanya succeeix avui dia en el mes d'agost, encara que aquesta època d'altes temperatures abans tenia lloc després de l'ortus helíac de Sírius; aquest desplaçament temporal es deu a la precessió dels equinoccis.

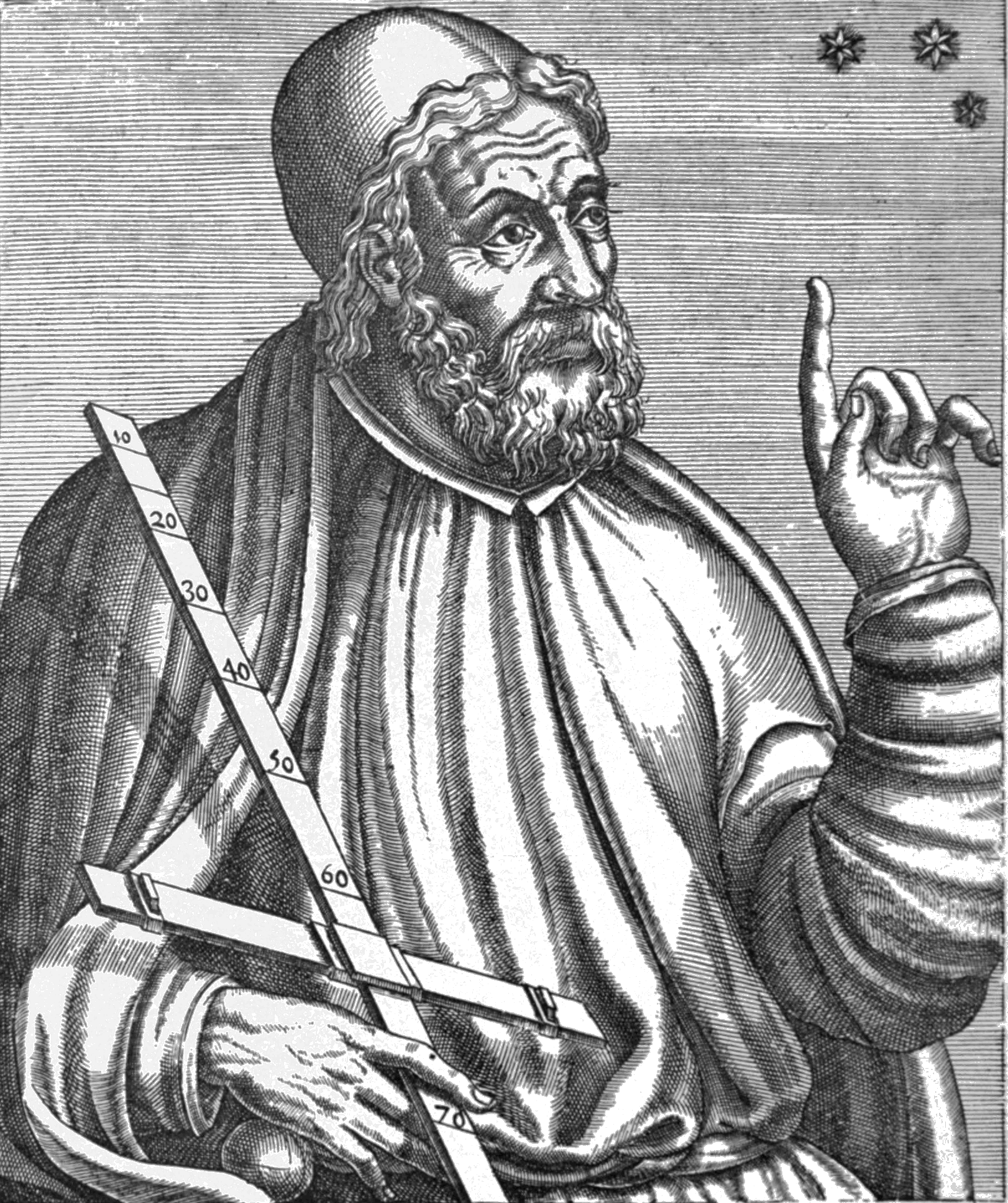
Claudi Ptolemeu, segons un gravat medieval

Claudi Ptolemeu d'Alexandria, en el segle ii, va cartografiar les estrelles en els llibres setè i vuitè del seu Almagest, un tractat astronòmic que conté el catàleg estel·lar més complet de l'antiguitat. En aquest tractat, Ptolemeu va usar Sírius com a localització del meridià central terrestre. Curiosament, va dibuixar Sírius com una de les sis estrelles vermelles, que avui se sap que no és cert, però que no obstant això va ser un tema controvertit per als astrònoms durant molt de temps. Les altres cinc estrelles vermelles són de classe M i K, com per exemple Arcturus, en la constel·lació del Bover, i Betelgeuse, a Orió.
En un altre lloc del món, Polinèsia, les estrelles més brillants eren importants per a la navegació entre els milers d'illes i atols de l'oceà Pacífic. Baixes, al costat de l'horitzó, servien de brúixoles estel·lars que ajudaven els mariners a traçar el rumb cap a la seva destinació final. Addicionalment, funcionaven com a marcadors de latitud; en el cas de Sírius, coincideix amb la latitud de l'arxipèlag de Fiji, en 17° S, de manera que sobrepassava les illes cada nit. Per als polinesis, el mapa dels cels nocturns no era el mateix que el de romans i grecs. En el seu firmament, Sírius pertanyia a una constel·lació anomenada Manu, en la qual feia de cos d'un gran ocell les puntes de les ales del qual no eren altres que Canopus al sud i Proció al nord, altres dues estrelles notables, les quals dividien la nit polinèsia en dos hemisferis. De la mateixa forma en què l'aparició de Sírius abans de l'aurora anunciava l'estiu per als grecs, per al poble maori assenyalava el començament de l'hivern, en la seva llengua anomenada Takurua, nom que designava tant l'estació com Sírius. El seu punt culminant en el solstici hivernal era dia de festa a Hawaii —arxipèlag que, no obstant això, es troba en l'hemisferi nord terrestre, però a baixa latitud—, on era conegut com a Ca'ulua, 'Reina del cel', encara que no és aquest el seu únic nom al llarg del Pacífic, car en rebia d'altres com Tau-ua a les illes Marqueses, Rehua a Nova Zelanda i Aa i Hoku-Kauopae en la mateixa Hawaii.
En el segle xviii, l'influent filòsof prussià Immanuel Kant va reflexionar sobre Sírius i, a causa del rutilant centelleig de l'estrella en el cel europeu, on no poden veure's rivals immediats en lluentor com Canopus, Alfa del Centaure o Achernar, va pensar que seria el centre de gravitació de l'univers al voltant del qual giraria la resta d'objectes celestes.
Existeix un grup ètnic de Mali, els dogons, al qual se li atribueix posseir coneixements tradicionals sobre Sírius que teòricament serien impossibles d'adquirir sense la utilització d'un telescopi. Segons els llibres Entretiens avec Ogotemmêli i Le renard pâle, de l'antropòleg francès Marcel Griaule (1898 - 1956), aquest poble no sols coneixia el període orbital de cinquanta anys de Sírius i del seu petit astre company abans que els astrònoms europeus i nord-americans, sinó que també feien referència a una possible tercera estrella en el sistema. Sírius A és coneguda com a Sigi tolo, Sírius B com a Po tolo i la tercera estrella com a Emme ya tolo. El llibre de Robert K. G. Temple de 1976 The Sirius Mystery, en el qual s'associa els dogons amb extraterrestres, els acredita a més el coneixement del sistema jovià descobert per Galileo Galilei de les quatre majors llunes de Júpiter i també el coneixement dels anells de Saturn. Aquestes nocions astronòmiques no van passar desapercebudes i van generar polèmica i especulació. Partint d'un article de l'any 1978 de la publicació Skeptical Inquirer, és possible que aquest extraordinari enteniment del sistema Sírius fos conseqüència de contaminació cultural, una mica d'allò que més recentment s'ha acusat els mateixos etnògrafs, explicació que per contra sembla massa simplista per a uns altres. Noah Brosch, en el seu llibre Sirius Matters, va proposar que aquesta transferència cultural astronòmica al poble dogon tingués lloc el 1893, quan una expedició francesa que pretenia contemplar un eclipsi va visitar la seva regió. Uns altres possibles culpables d'aquesta suposada contaminació cultural podrien haver estat missioners de l'any 1930, abans de les primeres investigacions de Marcel Griaule amb els dogons.

## Sistema

Òrbita de Sírius B al voltant de Sírius A

Sírius és un sistema d'estrelles binàries que consisteix en dues estrelles blanques separades per unes 20 unitats astronòmiques (aproximadament la distància entre el Sol i Urà) i amb un període de 49,9 anys. El component més brillant, anomenat Sírius A, és una estrella de seqüència principal de tipus espectral A1V, amb una temperatura de la superfície aproximada de 9.940 K. La seva companya, Sírius B, és una estrella que ja ha acabat la seqüència principal i ha esdevingut una nana blanca. Malgrat que actualment és 10.000 vegades menys brillant en l'espectre visual, Sírius B va arribar a ser la més massiva de les dues. L'edat del sistema s'estima en 230 milions d'anys. Es creu que al principi de la vida eren dues estrelles blanques blavoses que s'orbitaven en un període de 9,1 anys. El sistema emet una radiació infraroja més gran que el nivell normal, segons dades mesurades per l'observatori espacial IRAS. Això podria indicar la presència de pols en el sistema, cosa inusual en estrelles binàries. La imatge de l'observatori de raigs X Chandra mostra Sírius B eclipsant la seva, en teoria, més brillant companya, ja que Sírius B és una font més potent de raigs X.

### Sírius A

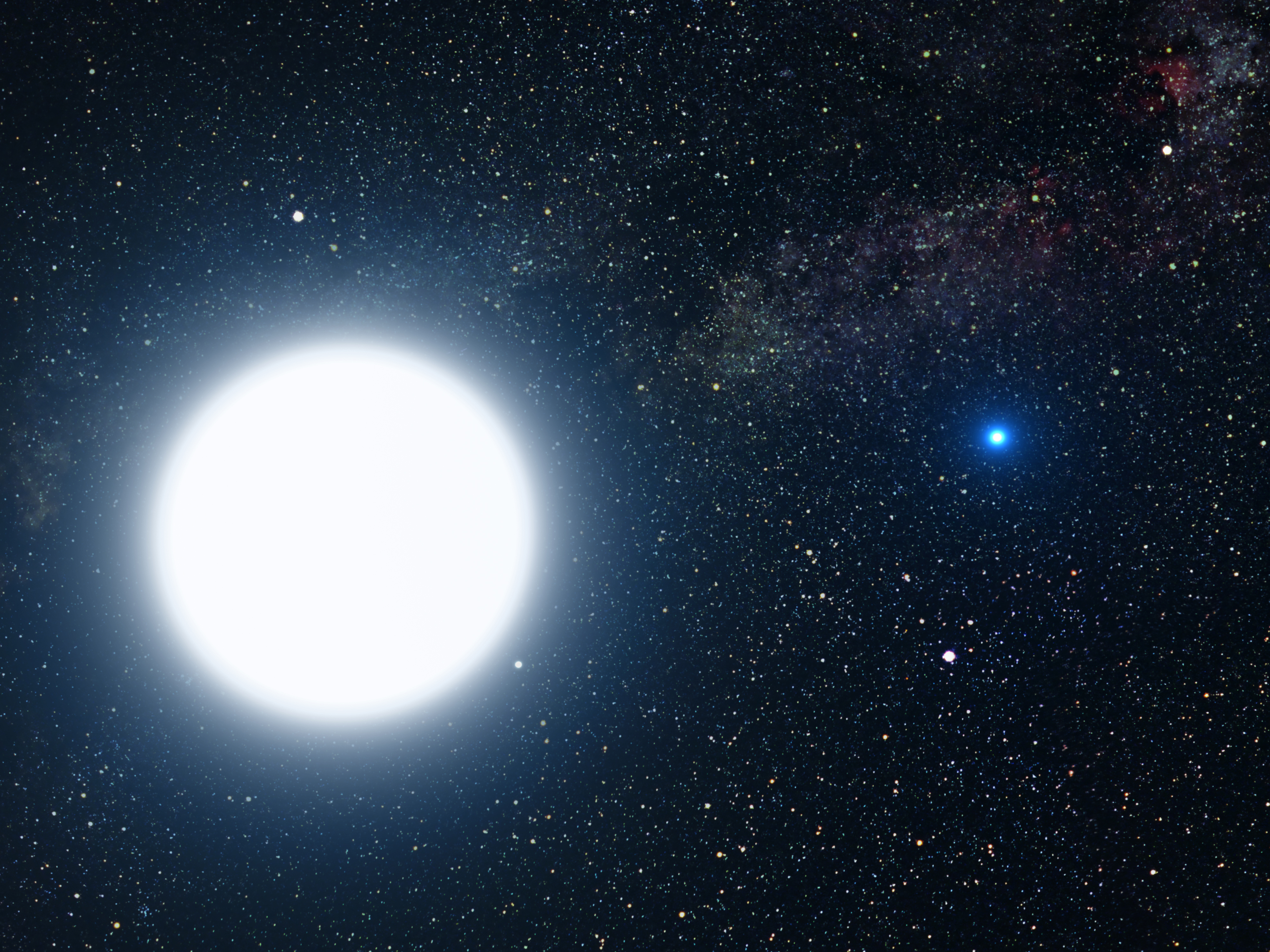
Impressió artística de Sírius A i Sírius B. Sírius A és l'estrella més grossa de les dues

Sírius A té una massa d'unes 2,1 vegades la del Sol, que és de 1,9891·10³⁰ kg. El radi d'aquesta estrella s'ha mesurat amb un interferòmetre, que ha donat un diàmetre angular d'unes 5,936±0,016 msa. La velocitat de rotació calculada té un valor relativament baix de 16 km/s, que no produeix cap aplatament significatiu del seu disc, al contrari del que li succeeix a una estrella de grandària semblant, Vega, que a causa de la seva alta velocitat de rotació de 274 km/s presenta un diàmetre equatorial molt més prominent que el polar. Mentre que la magnitud aparent de Sírius és la major del cel nocturn en estrelles, amb -1,46, la seva magnitud absoluta és 1,42, molt per sota de les seves veïnes Iota Canis Maioris, Bellatrix o VY Canis Maioris. La seva edat ronda els 200 o 300 milions d'anys. Això varia molt respecte a l'estrella de mida similar Vega, que gira a uns 274 km/s molt més ràpid i s'eixampla prominentment a voltant del seu equador.
Models estel·lars suggereixen que l'estrella es va formar durant la condensació d'un núvol molecular, i que al cap de 10 milions d'anys, la seva generació interna d'energia era completament produïda per reaccions nuclears. El nucli va esdevenir convectiu i utilitzava el cicle CNO per a generar energia. Es preveu que Sírius A exhaurirà completament les reserves d'hidrogen del nucli mil milions d'anys (10⁹) després de la seva formació. En aquest moment experimentarà una fase de gegant vermella, i llavors esdevindrà una nana blanca.
L'espectre de Sírius A mostra línies metàl·liques intenses, que indiquen la presència d'elements més pesants que l'heli, com per exemple el ferro. Comparada amb el Sol, la proporció de ferro a l'atmosfera de Sírius A amb relació a l'hidrogen es dona per {\displaystyle {\begin{smallmatrix}[{\frac {Fe}{H}}]=0.5\end{smallmatrix}}}, que equival a 100,5, cosa que significa que té el 316% de la proporció de ferro de l'atmosfera del Sol. Probablement, l'alta quantitat d'elements metàl·lics no és per tota l'estrella, sinó només per una zona de convecció prima a la seva superfície.

### Sírius B

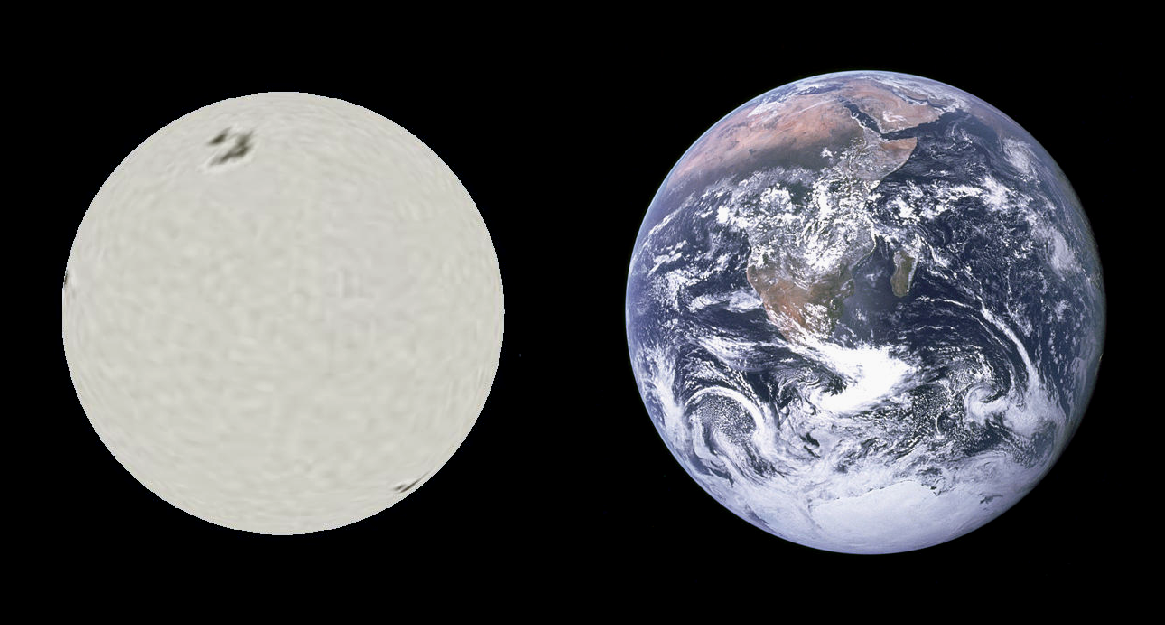
Comparació entre Sírius B i la Terra

Amb una massa gairebé igual a la del Sol, Sírius B és una de les nanes blanques més massives conegudes (0,98 masses solars); és gairebé el doble que la mitjana de 0,5-0,6 masses solars. Tot i això, aquesta massa és comprimida en un espai aproximadament com el de la Terra. La temperatura superficial actual és de 25.200 K. Tanmateix, com que no hi ha cap font interna de generació d'energia, Sírius B es refredarà contínuament mentre l'escalfor restant s'irradia cap a l'espai al llarg d'un període de més de dos bilions d'anys.
Una nana blanca només es forma després que l'estrella hagi acabat la seqüència principal i llavors hagi passat per una època de gegant vermella. Això va ocórrer quan Sírius B tenia menys de la meitat de la seva edat actual, aproximadament fa 120 milions d'anys. L'estrella original tenia aproximadament 5 masses solars i era una estrella de tipus B (aproximadament B4-5), quan encara era a la seqüència principal. Mentre era una gegant vermella, Sírius B podria haver enriquit la metal·licitat de la seva companya.
Aquesta estrella està composta principalment per una barreja de carboni i oxigen que es va generar per fusió d'heli en l'etapa anterior. És embolicada per una capa d'elements més lleugers, amb els materials segregats per massa a causa de l'elevada gravetat i temperatura superficials. Per tant, l'atmosfera exterior de Sírius B és ara gairebé d'hidrogen pur—l'element amb menys massa—i no es poden veure més elements a l'espectre de l'estrella.
Una nana blanca només es forma després que una estrella es desenvolupi a partir de la seqüència principal i passada per una etapa de geganta vermella. En el cas de Sírius B, això va succeir quan l'estrella tenia només la meitat de la seva edat actual, fa uns 120 milions d'anys. Durant la seva època en la seqüència principal l'estrella inicial, de tipus B (o B4-5), tindria una massa aproximada de 5 M☉. En el transcurs de la seva fase intermèdia de Sírius B com a geganta vermella, Sírius A podria haver augmentat la seva metal·licitat.

### Especulació sobre Sírius C

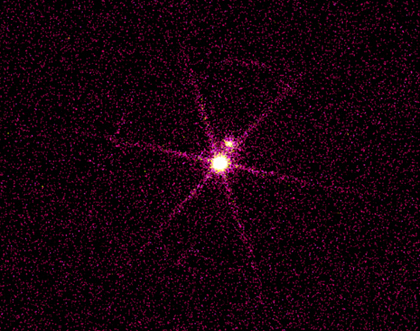
Imatge de raigs X del Chandra, en la qual Sírius B és més visible que Sírius A

Des de 1894, algunes irregularitats visibles en l'òrbita del sistema Sírius van fer pensar en una tercera component encara més petita, quelcom que mai ha arribat a confirmar-se. El millor ajust en les dades indica que tindria una òrbita al voltant de Sírius A d'uns sis anys i una massa de tan sols 0,06 M☉ i seria fins a deu vegades més feble que Sírius B, la qual cosa complicaria tremendament la seva visualització. En els anys vint del segle xx diversos astrònoms van observar repetidament una petita estrella al voltant de Sírius A, però la van perdre de vista després. Estudis posteriors van poder confirmar que es tractava d'un objecte de fons; en el 1999, un equip d'astrònoms francesos va poder examinar l'entorn de Sírius A a la recerca d'un astre tènue i es va trobar, de fons, una estrella de lluentor similar que en la primera meitat dels anys vint havia de situar-se a la zona visual que ocupava Sírius A. Les preses més recents no van poder trobar cap estrella companya de Sírius A dins d'un camp de 30 arcsec. El 2008, es van publicar altres observacions que van ser incapaces de detectar ni una tercera estrella ni tampoc un planeta.

### Possibilitat de vida al voltant de Sírius
La distància de Sírius A a la qual hauria de trobar-se un planeta per albergar condicions físiques favorables per a la vida tal com la coneixem és de 4,7 ua, prop de 700 milions de quilòmetres. No obstant això, en aquesta distància no podria existir una òrbita estable a causa de les pertorbacions provocades per la presència de Sírius B. Qualsevol planeta hauria estat destruït després de l'expansió d'aquesta última durant la seva etapa de geganta vermella i, en el cas que s'hagués format a continuació d'aquest procés, estaria sotmès a una incessant pluja de cometes i asteroides, ja que al voltant de Sírius s'ha detectat un disc de pols similar a aquell que ocupava el sistema solar en les seves primeres fases.

## Descobriment de Sírius B

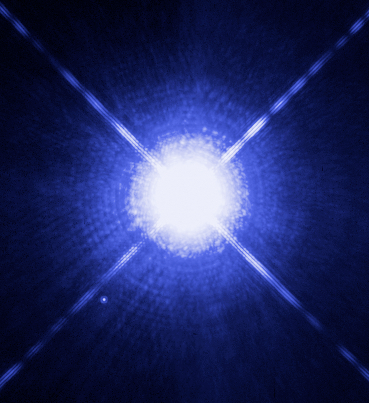
Imatge de Sírius A (estrella gran) i Sírius B (estrella petita, a baix a l'esquerra de la major), presa pel telescopi espacial Hubble. Les puntes de difracció i els anells concèntrics són efectes instrumentals

El 1844, l'astrònom alemany Friedrich Bessel, reconegut per ser el primer a descobrir la paral·laxi trigonomètrica el 1838, va deduir el 1844, a partir de les oscil·lacions en el moviment propi de Sírius, que tenia una companya invisible, la qual cosa va desconcertar tota la comunitat astronòmica. Gràcies a l'anàlisi de la trajectòria, es van poder calcular algunes característiques del sistema Sírius. Gairebé dues dècades més tard, el 31 de gener de 1862, l'astrònom i fabricador de telescopis nord-americà Alvan Graham Clark, de l'Alvan Clark & Sons, situada a Massachusetts, va ser el primer a albirar la feble estrella companya de Sírius, ara denominada Sírius B i també, col·loquialment, el Cadell. Curiosament, no buscava distingir la nova estrella, sinó provar les lents del seu nou telescopi refractor —el major del món de la seva classe llavors, de 480 mm d'obertura, destinat a l'observatori Dearborn— i descobrir imperfeccions gràcies a la lluentor de Sírius. A partir de llavors, Sírius deixava de ser un estel binari astromètric, binari però aparentment solitari a simple vista o amb telescopi, per entrar en la categoria d'estels binaris orbitals visuals.
L'any 1851, Christian Peters havia pogut xifrar el període orbital de la parella en 50,093 anys, i la massa en més de sis vegades la de Júpiter, encara que en això darrer els seus càlculs es van quedar curts. Així mateix, va constatar una forta excentricitat en la trajectòria orbital de Sírius B i va aportar una efemèride amb les posicions esperades.
El 1915, Walter Sydney Adams, utilitzant un telescopi reflector d'1,5 m des de l'observatori Mont Wilson, va observar l'espectre de Sírius B i va determinar que era un tènue estel blanc, cosa que va portar els astrònoms a pensar que era un nan blanc, el segon en la història a ser descobert, o fins i tot el primer segons altres fonts. Amb els anys, ha passat a ser un dels tres nans blancs «clàssics», al costat de 40 Eridani i l'estel de Van Maanen.
El primer mesurament del diàmetre de Sírius A, el van fer Robert Hanbury Brown i Richard Q. Twiss el 1959 a Jodrell Bank, amb l'ajuda del seu interferòmetre d'intensitat estel·lar, però no va ser sinó fins al 2005 que, amb el telescopi espacial Hubble, es va poder definir la grandària exacta de Sírius B: aproximadament té el mateix diàmetre que la Terra, uns 12.000 km, però amb una massa lleugerament menor a la del Sol.

## Visibilitat i observació

Triangle hivernal format per Proció a l'esquerra, Betelgeuse, vermella, a la dreta (i la resta d'Orió) i Sírius a sota en el centre

Amb una magnitud aparent de -1,46, Sírius és l'estrella més brillant del cel nocturn, gairebé dues vegades més brillant que la segona més brillant, Canopus. Tanmateix, no és tan brillant com la Lluna, Venus o Júpiter. De vegades, Mercuri i Mart també són més brillants que Sírius. Sírius es pot veure des de gairebé tota regió habitada de la superfície de la Terra, car només els habitants que viuen per sobre de 73 graus no la poden veure. Tot i això, no s'alça gaire en algunes ciutats septentrionals, i arriba a només 13º sobre l'horitzó de Sant Petersburg. Sírius, juntament amb Proció i Betelgeuse, forma un dels tres vèrtexs del Triangle Hivernal dels observadors de l'hemisferi nord. A causa de la seva declinació d'aproximadament -17º, Sírius és una estrella circumpolar a latituds inferiors a 73° S. A principis de juliol i a l'hemisferi sud, Sírius es pot veure tant al vespre quan es pon després del Sol, com al matí quan neix abans que el Sol.
Sírius, fins i tot, es pot observar durant el dia a ull nu sota condicions bones. Per anar bé, el cel hauria de ser clar, l'observador hauria d'estar a una altitud gran, Sírius ben amunt, i el Sol baix a l'horitzó. Aquestes condicions es compleixen més fàcilment a l'hemisferi sud, a causa de la declinació sud de Sírius.
El moviment orbital del sistema binari de Sírius duu les estrelles a una separació angular mínima de 3 segons d'arc i a una màxima d'11 segons d'arc. Quan s'apropen al màxim, és complicat distingir la nana blanca de la seva companya més lluminosa, i es necessita un telescopi amb una obertura de 300 mm i unes condicions excel·lents. Un periastre va ocórrer el 1994 i des de llavors s'han anat separant, cosa que facilita definir-les amb un telescopi.
A una distància de 2,6 parsecs (8,6 al), el sistema de Sírius conté dues de les vuit estrelles més properes del sistema solar i és el cinquè sistema estel·lar més pròxim al nostre. Aquesta proximitat és el motiu principal de la seva brillantor, així com d'altres estrelles properes com Alfa del Centaure, contràriament a distants supergegants molt brillants com Canopus, Rigel o Betelgeuse. Tanmateix, Sírius és unes 25 vegades més brillant que el Sol. L'estrella gran més a prop de Sírius és Proció, a 1,61 parsecs (5,24 al). S'espera que la sonda Voyager 2, llançada el 1977 per estudiar els quatre planetes jovians del sistema solar, passi a 4,3 anys-llum de Sírius en aproximadament 296.000 anys.
El moviment orbital del sistema binari de Sírius fa que la mínima separació angular entre ambdós estels sigui de menys de tres segons d'arc i que la màxima sigui de dotze segons d'arc. Si es té la primera de les situacions exposades, distingir la petita Sírius B de la seva gran companya és un desafiament per a l'observador, ja que es necessita un telescopi d'almenys 300 mm d'obertura recolzat per unes condicions d'observació excel·lents. En general, l'obstacle principal per observar Sírius B ve donat per la gran diferència de magnitud entre l'estel primari i el secundari. Des de l'any 1994, quan va ocórrer l'últim periastre del sistema Sírius, la parella s'ha anat distanciant entre si, la qual cosa facilita la seva visió per separat. Així mateix, per diferenciar ambdues estrelles pot ser d'utilitat un diafragma poligonal, ideat per Alexander Aitken, que modifiqui la llum provinent de Sírius A perquè Sírius B deixi de ser imperceptible entre la lluentor de la primera. El proper apoastre tindrà lloc l'any 2018, quan el sistema estarà separat per 12 parsecs amb un angle de posició de 66º; l'anterior va succeir el 1966, així que fins a l'any 2010 no és tan fàcil distingir-ne l'una de l'altra.
A una distància de 2,6 parsecs (8,6 anys-llum), el sistema Sírius conté dues de les vuit estrelles més properes al sistema solar i és el cinquè sistema estel·lar més proper a nosaltres. És aquesta proximitat, i no la lluminositat real de Sírius, la principal raó que la seva magnitud aparent segueixi en la llista a la Lluna, Júpiter i Venus, idènticament al que succeeix amb altres estrelles properes, com Alfa del Centaure, i en clar contrast al que succeeix amb estrelles supergegants i extremadament lluminoses com Canopus, Rigel o Betelgeuse, que malgrat trobar-se moltíssim més lluny es consideren entre les més brillants del firmament. Malgrat tot, cal no oblidar que Sírius és al voltant de vint-i-cinc vegades més lluminosa que el nostre Sol. Prenent Sírius com a referència de distàncies, l'estrella de grans dimensions més propera és Proció, a 1,61 parsecs (5,24 anys-llum) de distància.

### Distància

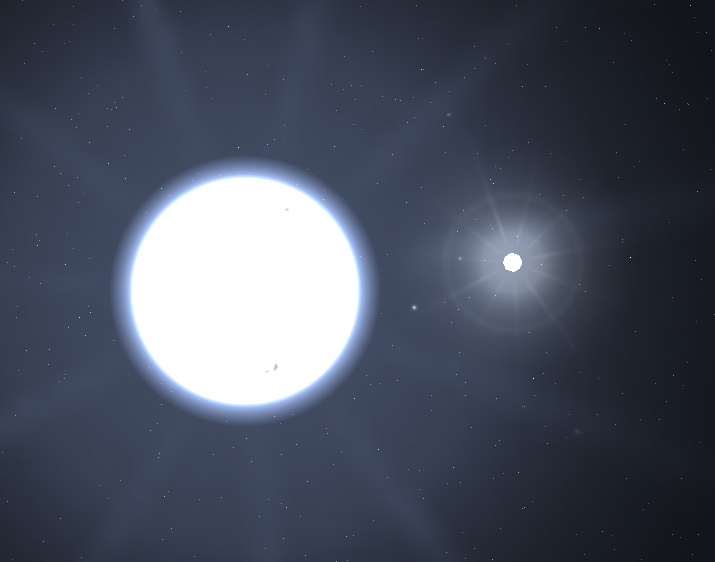
Una imatge simulada de Sírius A i B utilitzant Celestia

La paral·laxi de Sírius va ser mesurada per Thomas Henderson utilitzant les seves observacions fetes entre 1832-1833 i les de Maclear el 1836-1837, i van ser publicades el 1839. El valor de paral·laxi va ser de 0.23 segons d'arc, i es va calcular l'error de paral·laxi que no excedia d'un quart de segon.
A més, van ser els primers intents de mesurar la paral·laxi de Sirius: per al segon Cassini (6 segons); per alguns astrònoms (incloent Nevil Maskelyne) utilitzant les observacions de Lacaille fetes al cap de Bona Esperança (4 segons); per Piazzi (la mateixa quantitat); utilitzant les observacions de Lacaille a París, més nombroses i precises que les dutes a terme al cap (sense paral·laxi sensible); per Bessel (sense paral·laxi sensible).
Distàncies estimades de Sírius
| Fonts                              | Paral·laxi, mas | Distància, pc | Distànce, al   | Ref.    |
| ---------------------------------- | --------------- | ------------- | -------------- | ------- |
| Henderson (1840)                   | ~ 230           | ~ 4.3         | ~ 14.2         | [ 119 ] |
| Woolley et al. (1970)              | 377 ± 4         | 2.653 ± 0.028 | 8.65 ± 0.09    | [ 120 ] |
| Gliese & Jahreiß (1991)            | 380.4 ± 2.9     | 2.629 ± 0.02  | 8.57+0.07−0.06 | [ 121 ] |
| van Altena et al. (1995)           | 381.6 ± 2.2     | 2.621 ± 0.015 | 8.55 ± 0.05    | [ 122 ] |
| Perryman et al. (1997) (Hipparcos) | 379.21 ± 1.58   | 2.637 ± 0.011 | 8.6 ± 0.04     | [ 123 ] |
| Perryman et al. (1997) (Tycho)     | (absents)       |               |                | [ 124 ] |
| van Leeuwen (2007)                 | 379.21 ± 1.58   | 2.637 ± 0.011 | 8.6 ± 0.04     | [ 125 ] |
| RECONS TOP100 (2012)               | 380.02 ± 1.28   | 2.631 ± 0.009 | 8.583 ± 0.029  | [ 126 ] |

Les estimacions de distància no-trigonomètriques estan marcades en cursiva. La millor estimació està marcada en negreta.

### Comparació de lluentor
En l'actualitat, Sírius és l'estrella més brillant del firmament, però no sempre serà així. Al voltant de l'any 235000 dC, Vega reemplaçarà Sírius en aquesta primera posició amb una magnitud de -0,7, i abans de l'any 260000 dC, amb una magnitud de -0,46, Canopus podria recuperar la seva segona posició en detriment de Sírius, que cauria en la llista per passar a ser la tercera estrella per lluentor des de la Terra. L'evolució de la lluentor de Sírius en comparació amb altres estrelles molt brillants, a l'espai de temps que va des de cent mil·lennis aC fins a cent mil·lennis dC es mostra en el següent diagrama i la seva corresponent taula numèrica:

Desenvolupament de les lluentors aparents de les estrelles més lluminoses des de la Terra al llarg del temps

| data (a. de C./d. de C.) | Sírius | Canopus | Vega  | Arcturus | Proció | Altair | α Cen |
| ------------------------ | ------ | ------- | ----- | -------- | ------ | ------ | ----- |
| −100000                  | −0,66  | −0,82   | +0,33 | +0,88    | +0,88  | +1,69  | +2,27 |
| −75000                   | −0,86  | −0,80   | +0,24 | +0,58    | +0,73  | +1,49  | +1,84 |
| −50000                   | −1,06  | −0,77   | +0,17 | +0,30    | +0,58  | +1,27  | +1,30 |
| −25000                   | −1,22  | −0,75   | +0,08 | +0,08    | +0,46  | +1,03  | +0,63 |
| 0                        | −1,43  | −0,72   | 0,00  | −0,02    | +0,37  | +0,78  | −0,21 |
| 25000                    | −1,58  | −0,69   | −0,08 | +0,02    | +0,33  | +0,49  | −0,90 |
| 50000                    | −1,66  | −0,67   | −0,16 | +0,19    | +0,32  | +0,22  | −0,56 |
| 75000                    | −1,66  | −0,65   | −0,25 | +0,45    | +0,37  | −0,06  | +0,30 |
| 100000                   | −1,61  | −0,62   | −0,32 | +0,74    | +0,46  | −0,31  | +1,05 |

### Sírius com a estrella vermella

Sírius A, Sírius B i el Sol en el diagrama de Hertzsprung-Russell

La paradoxa que Sírius era fins fa poc temps (en termes estel·lars) una estrella vermella sorprenia els astrònoms, car a pesar que se sap amb certesa que és de color blanc blavós, els documents històrics denotaven que l'estrella era vermella.
En l'antic Egipte, per als habitants, Sírius era de gran importància donada la relació entre el seu orthus helíac i la crescuda del Nil; Sírius era una estrella vermella i, de la mateixa manera, cap a l'any 150 dC Claudi Ptolemeu va descriure Sírius amb color vermellós, al costat d'altres cinc estrelles que, en efecte, són d'aquest color o ataronjat: Betelgeuse, Antares, Aldebaran, Arcturus i Pòl·lux. El primer a discrepar-hi de manera oficial va ser l'astrònom aficionat Thomas Barker, terratinent de Lyndon Hall a Rutland, que va parlar del tema durant una reunió de la Royal Society a Londres en el 1760. L'existència d'estrelles que variaven la seva lluentor va donar motiu a la idea que també podria haver-hi unes altres que el que canviessin fos el seu color; sir John Herschel va fer aquesta anotació el 1839, possiblement influït pel seu estudi sobre Eta Carinae dos anys enrere. Thomas Jefferson Jackson See va reobrir el debat sobre el color vermell de Sírius mitjançant la publicació de diversos documents l'any 1892 i un sumari el 1926, en els quals no sols recorria a Ptolemeu, sinó que també citava el poeta Arat, Ciceró i Germànic Cèsar com a persones que havien qualificat l'estrella de vermella, admetent d'altra banda que cap dels tres eren astrònoms. El filòsof romà Luci Anneu Sèneca també havia descrit en el seu moment Sírius amb un color vermell més fosc que el de Mart, declarant a més: «Sírius és vermella». Cal assenyalar que, encara que va ser la idea més generalitzada, no tots els observadors antics van veure Sírius vermella. De fet, en l'antiga Xina, Sírius era la referència que es prenia com a estrella blanca, i múltiples registres des del segle II aC fins al segle VII dC descriuen Sírius amb tons blancs. Tornant a Europa, ja en el segle i el poeta Marc Manili la va definir de «blau de mar», imatge repetida en el segle IV per Ruf Fest Aviè.
El 1985, els astrònoms alemanys Wolfhard Schlosser i Werner Bergmann van publicar un informe d'un manuscrit llombard del segle viii que conté De cursu stellarum ratio, escrit per sant Gregori de Tours. El text, en llatí, ensenyava als lectors com determinar l'hora del rés nocturn gràcies a les posicions dels astres en el cel, adjectivant Sírius amb la paraula rubèola, 'vermellosa'. Es van basar en aquest fet per justificar que Sírius B va ser una geganta vermella per aquell temps. No obstant això, uns altres els van replicar que probablement sant Gregori de Tours s'estigués referint a Arcturus en comptes de Sírius.
La possibilitat que aquestes postures oposades hagin estat causades per l'evolució estel·lar o bé de Sírius A o bé de Sírius B ha estat descartada pels astrònoms, car el temps transcorregut ha estat massa escàs per a una estrella i perquè a més no hi ha signes de la nebulositat que caldria esperar en el sistema si un canvi d'aquesta envergadura hagués tingut lloc. Fins i tot, s'ha plantejat la interacció amb una presumpta tercera estrella, no coneguda de moment, com a causa del color vermell. Algunes altres explicacions alternatives han argumentat que o es qualificava l'estrella de vermella com a metàfora de la mala fortuna o que la titil·lació de Sírius feia l'efecte de matisos colorits.
L'explicació final que va resoldre el misteri era bastant més simple: igual que succeeix amb el Sol quan es troba baix en l'horitzó, a l'alba o al capvespre, Sírius es mostrava vermell en aquesta mateixa posició, a conseqüència de la dispersió de la llum a través de l'atmosfera. Per aquest motiu, Sírius era vermella per als egipcis, per exemple, ja que en el seu orthus helíac se situa baix en el cel.

### Objectes celestes propers

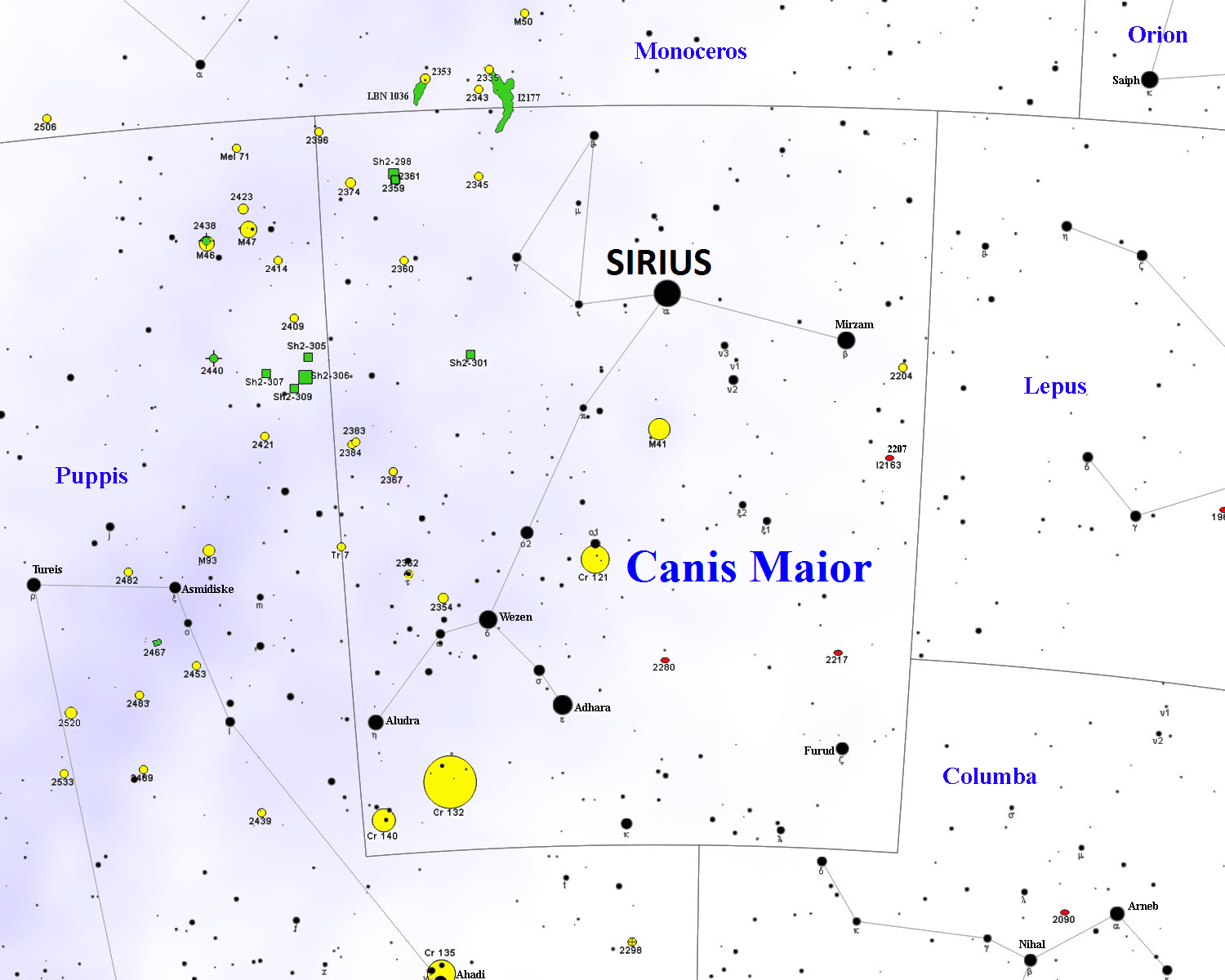
Mapa del cel de Canis Major i les seves zones properes. La zona a l'est de Sírius és més rica que la situada a l'oest

A l'hora d'observar el cel nocturn, Sírius és una bona referència per situar-se en el cel. En els voltants de Sírius es troba un objecte pertanyent al catàleg Messier, M41, un cúmul obert en el qual es poden apreciar desenes d'estrelles, predominantment grogues, de magnituds de la 8 a la 10, aproximadament, la qual cosa dona al conjunt una magnitud de 5,0. A 13º cap a l'est de Sírius, és a dir, bastant més apartats, es troben també M46 i M47, ja en la constel·lació de la Popa; i cap al nord, en la constel·lació de l'Unicorn, hi ha el cúmul obert M50. A l'oest de Sírius, i lleugerament cap al sud, es troba Beta Canis MaJoris, que malgrat el seu nom no és la segona estrella més brillant de la constel·lació, sinó la quarta; és una gegant blava lleument variable i la seva magnitud absoluta supera amb escreix Sírius, però es troba molt més allunyada del sistema solar. La segona estrella més lluminosa en aparença de Canis Maior és en realitat Adhara, Èpsilon Canis Majoris, una altra geganta blava que ja es localitza molt més al sud en la constel·lació. Prop de Sírius, també es poden observar estrelles dobles o triples com μ CMa, S 516, S 518 o ν¹ CMa, aquesta última de color ataronjat, molt propera a altres dues amb el mateix nom i tonalitat similar, ν² CMa i ν3 CMa; d'aquestes tres, la més propera a Sírius en el cel és ν3 CMa. Cal esmentar també la presència de cúmuls com el NGC 2345, el NGC 2204 o el NGC 2360.

## Moviment

Il·lustració de 1882 que mostra les oscil·lacions en el moviment propi de Sírius

El 1718, Edmund Halley va descobrir el moviment propi de les fins llavors suposades estrelles fixes, després de comparar les mesures astromètriques de la seva època amb les proporcionades per Ptolemeu en el seu Almagest. Es va adonar que les estrelles Aldebaran, Arcturus i Sírius s'havien desplaçat significativament, en el cas de Sírius fins a 30 arcmin en sentit sud —cosa que suposa una distància similar al diàmetre lunar aparent— en uns 1.800 anys.
Segle i mig més tard, en el 1868, Sírius es va convertir en la primera estrella a la qual se li va mesurar la velocitat. Sir William Huggins va analitzar l'espectre de l'estrella i va observar un acostament roent, per la qual cosa va concloure que Sírius s'allunyava del sistema solar a una velocitat d'uns 40 km/s. No obstant això, aquesta mesura de Huggins era exagerada quant a magnitud i era errònia en el seu signe, donats els mesuraments actuals, que assenyalen que Sírius es desplaça a −7,6 km/s, cosa que vol dir que viatja més a poc a poc i que no s'allunya de nosaltres, sinó que s'aproxima al sistema solar. La part positiva de l'estudi de Huggins era que va introduir l'estudi de les velocitats radials estel·lars. En uns 64.000 anys, Sírius arribarà a la distància mínima al sistema solar, uns 7,86 anys-llum, moment en què la seva magnitud aparent també serà major que en l'actualitat i creixerà fins a −1,68. Després d'aquest moment, Sírius començarà a allunyar-se del Sol.
Sírius té un moviment propi relativament gran d'1,3 arcsec per any, dels quals més o menys 1,2 arcsec són en sentit sud i 0,55 arcsec en sentit occidental.

### Cúmul estel·lar de Sírius
El 1909, Ejnar Hertzsprung va ser el primer a suggerir que Sírius formava part de l'associació estel·lar de l'Ossa Major, basant-se en les seves observacions dels moviments del sistema al llarg del cel. L'associació estel·lar de l'Ossa Major és un conjunt de 220 estrelles que comparteixen un moviment comú a l'espai i es van formar inicialment com a membres d'un cúmul obert, que ha esdevingut deslligat gravitatòriament. Tanmateix, unes anàlisis entre el 2003 i el 2005 van descobrir que la presència de Sírius al grup era qüestionable; l'associació estel·lar de l'Ossa Major té una edat aproximada de 500±100 milions d'anys, mentre que Sírius, amb una metal·licitat semblant a la del Sol, només té la meitat d'aquesta edat, i és massa jove per a pertànyer al grup. Sírius podria ser membre del proposat supercúmul de Sírius, juntament amb altres estrelles escampades com Beta Aurigae, Alpha Coronae Borealis, Beta Crateris, Beta Eridani i Beta Serpentis. Aquest és un dels tres grans cúmuls localitzats a menys de 500 anys-llum del Sol. Els altres dos són Híades i les Plèiades. Cada un d'aquests cúmuls conté centenars d'estrelles.
Una interpretació alternativa és que el corrent de les Híades i el de Sírius no es componen, respectivament, d'estrelles amb el mateix origen, sinó d'estrelles sense afinitat entre si, a les quals les irregularitats en el camp gravitacional de la Via Làctia han estampat un patró comú de moviment. Per tant, no s'hauria de parlar de supercúmul, sinó més aviat d'un corrent dinàmic.

## En la cultura popular

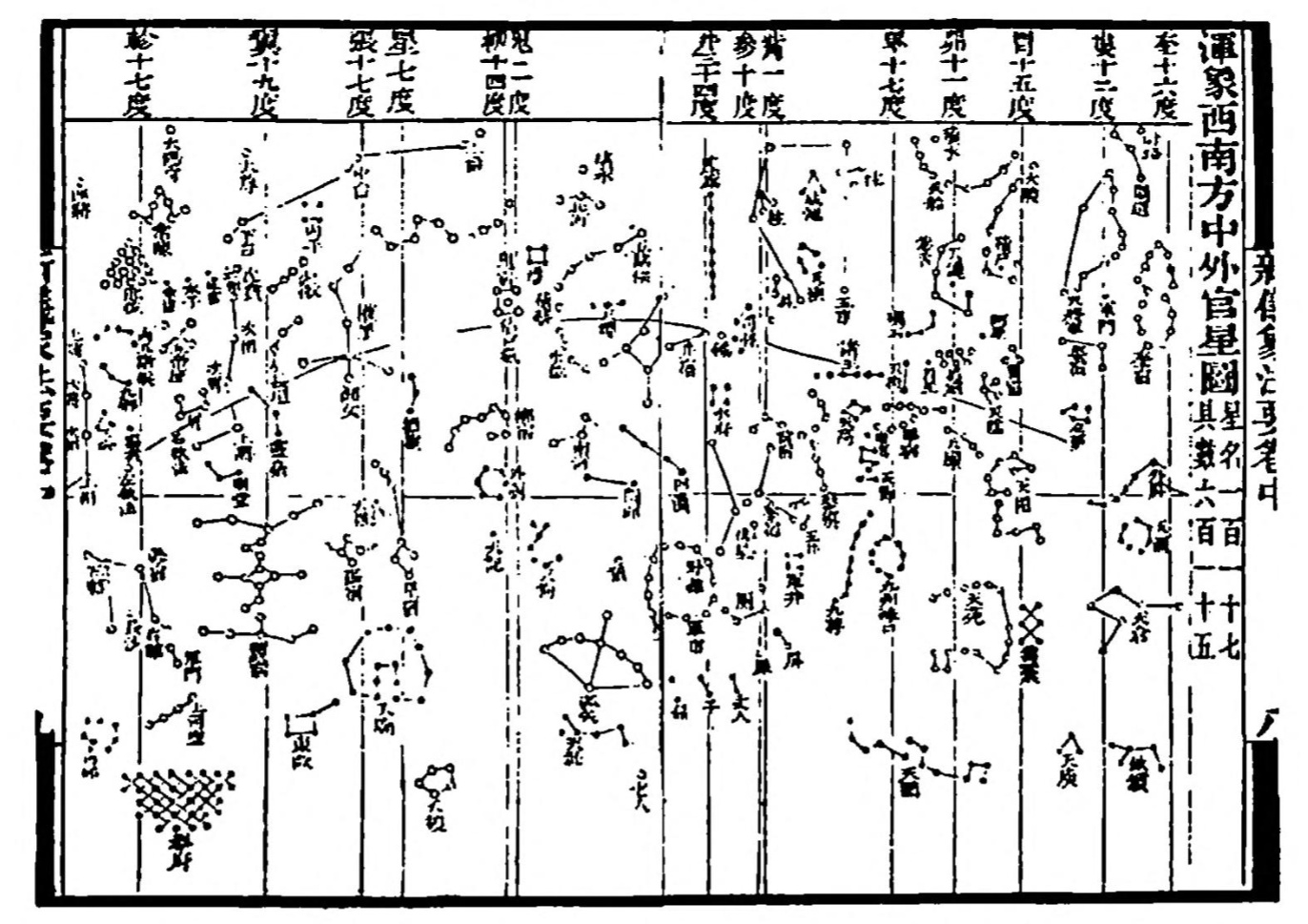
Un mapa astronòmic xinès. A la part inferior central es posa en relleu també l'arc i la fletxa, apuntant cap amunt, la punta del qual correspon a l'estrella Sírius. També es poden identificar amb relativa facilitat altres grups estel·lars, com ara Orió i les Plèiades

Les referències a Sírius en històries de ciència-ficció, així com en la cultura popular, és bastant recurrent, fins i tot ha servit com a tema poètic. La gran lluminositat de Sírius sempre ha atret l'atenció de molts pobles diferents. El nom propi d'aquesta estrella es deriva del llatí, Sīrius (catalanitzat a Sírius), que al seu torn deriva del grec antic Σείριος (Seirios, amb significat d''ardent'), encara que els grecs semblen haver importat aquest nom des del grec arcaic. El primer registre d'aquest nom data del voltant del segle vii aC en el poema Treballs i dies d'Hesíode. No obstant això, l'estrella és coneguda entre els pobles amb més de 50 noms diferents. En àrab es coneix com a الشعرى (al-ši‘rā o al-shira, o 'el Cap'), d'aquí el nom alternatiu Aschere. En sànscrit l'estrella era coneguda com la Mrgavyadha ('Caçador de cérvols') o Lubdhaka ('Caçador'). Amb el primer nom representant Rudra (Shiva). A Escandinàvia, l'estrella era coneguda com a Lokabrenna ('La torxa de Loki'), mentre que en japonès el nom de l'estrella és 青星 (Aoboshi, l''estrella blava'). En astrologia medieval, Sírius era considerada una de les estrelles fixes màgiques, associada amb el beril·li i amb el Juniperus. El seu símbol cabalístic va ser inclòs per Agrippa de Nettesheim.
Moltes cultures històriques han donat a Sirius forts significats simbòlics, en particular en relació amb els gossos; de fet, sovint s'anomena en els països anglosaxons pel sobrenom de Dog Star, que és l'estrella més brillant en la constel·lació de Ca Major. Sovint també apareix vinculada al mite d'Orió i el seu gos de caça; els antics grecs creien que les emanacions d'aquesta estrella podrien tenir efectes nocius sobre els gossos, fent-los particularment inquiets durant els calorosos dies d'estiu (els dies dels gossos). La coloració excessiva d'aquesta estrella sovint podria estar relacionada amb l'arribada dels desastres naturals o els períodes particularment secs i, en casos extrems, podria infondre la ràbia en els gossos, que es transmet als humans amb la mossegada, al·legant moltes víctimes. Els romans la van anomenar al començament de l'estiu dies caniculars i l'estrella Canícula ('gos petit'). En l'astronomia xinesa l'estrella és coneguda com l'estrella del gos celestial (xinès i japonès: 天狼; coreà: 천랑; xinès romanitzat: Tiānláng; japonès romanitzat: Tenrō; coreà romanitzat: Cheonlang). Més lluny encara, moltes tribus natives americanes associaven Sírius amb un cànid; alguns nadius del sud-oest de l'Amèrica del Nord indiquen aquesta estrella com un gos que segueix les ovelles de muntanya, mentre que Piedi Neri l'anomena la cara del gos. Els cherokees anomenaven Sírius Antares i era considerat com dos gossos de guàrdia en els extrems de l'anomenat camí de les ànimes. Les tribus de Nebraska traçaven associacions força diferents, com l'estrella llop o l'estrella coiot. Més al nord, els inuits d'Alaska l'anomenaven Gos de la Lluna.
Altres cultures en diferents parts del món associen l'estrella amb un arc i fletxes. Els antics xinesos imaginaven un gran arc i una fletxa al llarg del cel del sud, format per les constel·lacions de Popa i de Ca Major; la fletxa era apuntada al llop Sírius. Una associació similar es representa al temple d'Hathor de Denderah, a Egipte, on la dea Satet va treure la fletxa d'Athor (Siri). En la posterior cultura persa, l'estrella va estar representada de manera similar per una fletxa, i era coneguda com a Tir.
En el llibre sagrat de l'islam, l'Alcorà, Al·là (Déu) es defineix Senyor de Sírius.

### L'enigma dels dogons

Un gràfic que representa Dogon segons alguns estudiosos, l'òrbita de Sírius B al voltant de Sírius

La gent de Dogon és un grup ètnic de Mali, en l'Àfrica Occidental, conegut pel seu coneixement de l'estrella Sírius, que seria considerat impossible sense l'ús d'un telescopi. Com es comenta en els llibres Déu de l'aigua. Reunions amb Ogotemmeli i la guineu, de Marcel Griaule, aquestes persones haurien estat conscients de la presència d'una companya de Sírius (l'estrella del fonio) que orbita al voltant amb un període de cinquanta anys abans del seu descobriment pels astrònoms moderns. També afirmen que hi ha més d'una tercera companya de Sírius A i Sírius B. El llibre de Robert Temple El misteri de Sirius, publicat el 1976, també acredita el seu coneixement de 4 satèl·lits de Júpiter descoberts per Galileu i els anells de Saturn. N'hi ha molta controvèrsia, i de vegades amb especulació. D'acord amb un article publicat el 1978 en la revista Inquirer Sceptic, podria haver estat una fusió cultural, o potser pel mateix etnògraf. D'altres veuen aquesta explicació massa simplista, crear un ad hoc per justificar un misteri sense solució d'acord amb els dictats de la ciència en vigor. Per tant, la qüestió continua encara oberta.

### En la cultura moderna

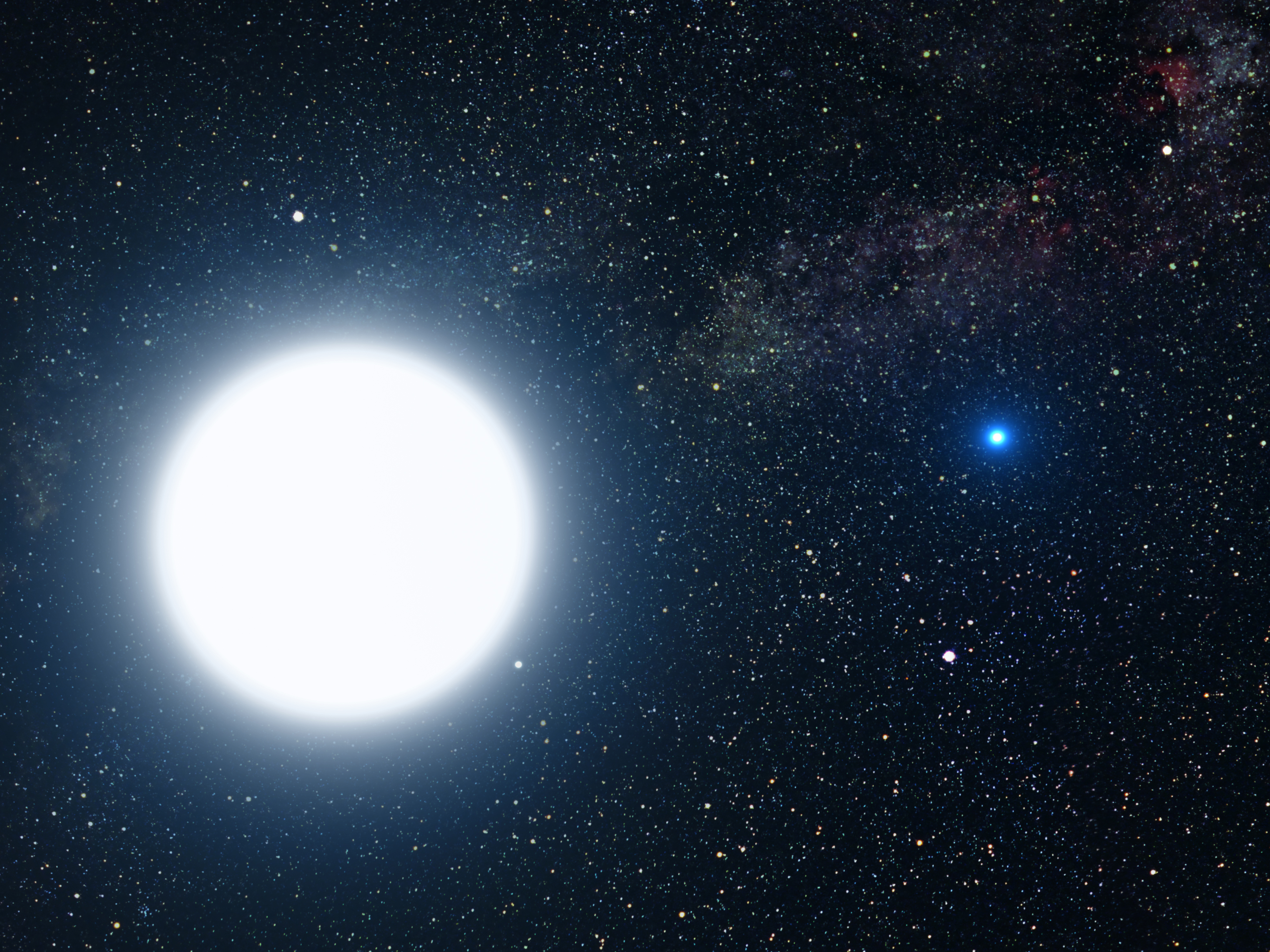
Una imatge artística de Sírius A i Sírius B. Sírius A és la més grossa de les dues estrelles

Sírius s'utilitza sovint com un tema de ciència-ficció i cultura popular. En la literatura, s'ha pres l'estrella Sírius, com ja s'ha vist, en diverses ocasions; per exemple, en la literatura italiana, la cita Giovanni Pascoli en algunes de les seves obres, com la collita en la sèrie Poemetti i per Attilio Bertolucci en la seva obra Sirio del 1929. En la literatura anglesa, una de les referències més conegudes és la de J. K. Rowling en la saga de Harry Potter, en què va donar el nom de l'estrella al padrí del jove mag: Sirius Black, que és capaç de transformar-se en un gos. L'astrònom Noah Brosch ha formulat conjectures sobre el nom del personatge en la literatura de J. K. Rowling recalcant el seu enllaç amb els gossos. Anteriorment, en el 1752, Voltaire va escriure un conte filosòfic sobre un ésser vingut de Sírius, Micromégas, que podria ser un precursor del gènere de ciència-ficció.
En el terreny audiovisual, l'empresa de cadenes de ràdio per satèl·lit nord-americana Satellite CD Radio va canviar el seu nom a Sirius Satellite Radio el novembre de 1999, per la raó d'anomenar-se com «l'estrella més brillant del cel nocturn». En la sèrie televisiva de ficció V, els extraterrestres que arriben a la Terra havien partit d'un suposat quart planeta al voltant de Sírius.
Finalment, en la música, alguns compositors han fet referència a aquesta estrella: entre ells, l'excèntric compositor alemany Karlheinz Stockhausen, que ha declarat en repetides ocasions que "prové d'un planeta en el sistema de Sírius", també fent referències a aquesta estrella en la seva música.
En la música moderna, Star of Sirius és el títol d'una cançó del 1975 de Steve Hackett (llavors guitarrista de Genesis), que va aparèixer en el seu primer àlbum en solitari "Voyage of the Acolyte" cantada per Phil Collins; Sirius és el títol d'una pista instrumental de The Alan Parsons Project del 1982, apareguda en l'àlbum Eye in the Sky. Aquesta cançó, que en l'àlbum dona entrada al senzill «Eye in the Sky», va ser popularitzada en part pel seu ús en esdeveniments esportius, especialment en l'NBA i més exactament pels Chicago Bulls de l'època de Michael Jordan. També hi ha una cançó del mateix nom de la banda irlandesa Clannad amb veu de Maire Brennan. El 2004, el grup de metal simfònic suec Therion va llançar un àlbum amb el nom de Sírius B, com també una cançó inclosa, en part dedicada als misteris de la civilització dels Dogon i la seva suposada trobada amb extraterrestres que van venir del sistema Sírius A i Sírius B. Existeix l'àlbum conceptual From Mars to Sirius dels francesos Gojira.

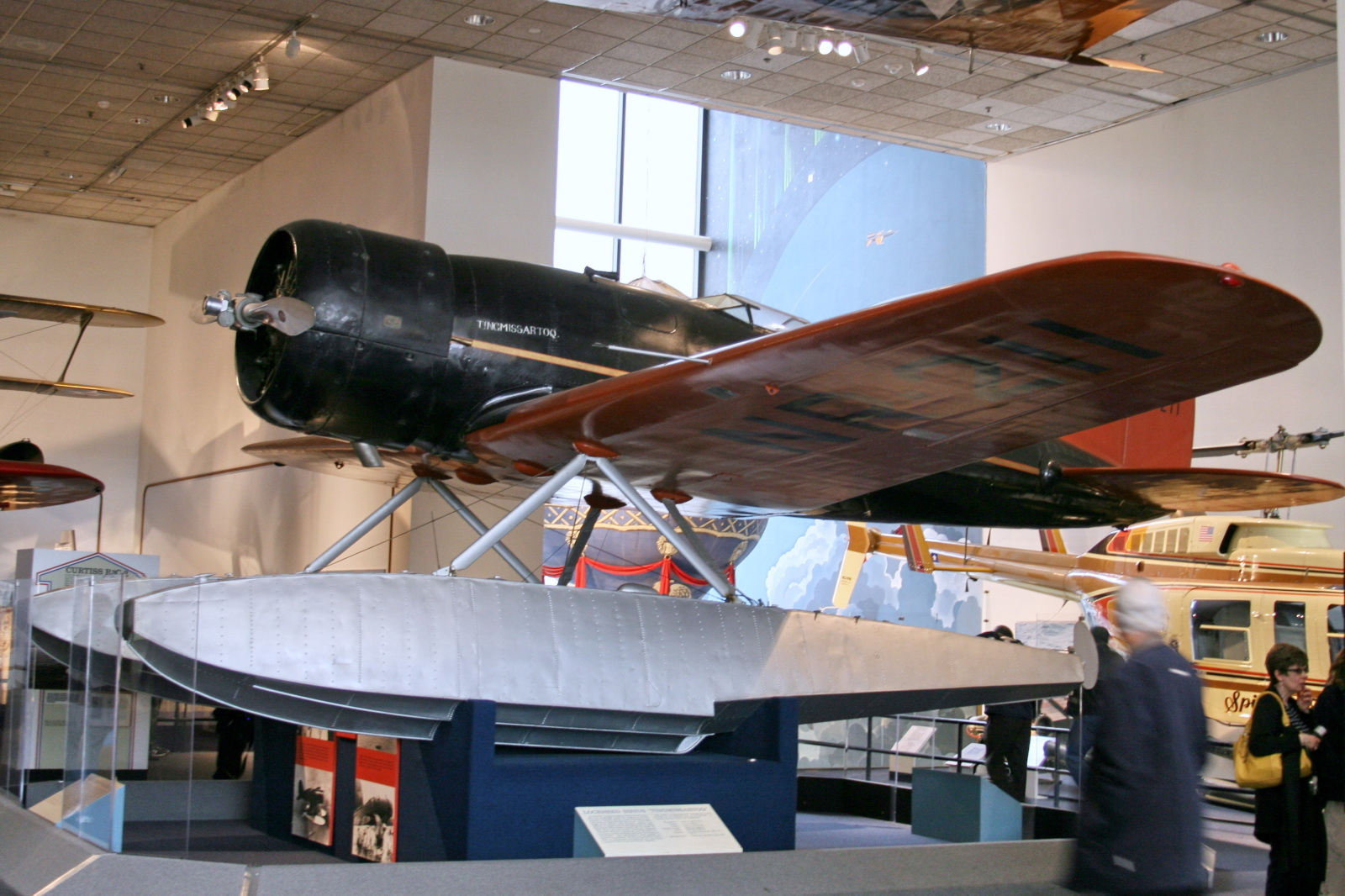
Lockheed 8 Sirius

Pel que fa a institucions i els seus símbols, potser el fet de major significació és que en la bandera de Brasil es troba present Sírius, ja que hi és una de les vint-i-set estrelles dibuixades, on representa l'estat brasiler de Mato Grosso, a l'oest del país i un dels més grans. Particularment, en la bandera és una de les estrelles disposades en el costat esquerre del cercle central. Sírius apareix en l'escut d'armes de la Universitat Macquarie, situada a Nova Gal·les del Sud, i és a més el nom de la seva publicació estudiantil.
En teosofia, es creu que les set estrelles de les Plèiades transmeten l'energia espiritual dels set raigs del logos galàctic a les set estrelles de l'Ossa Major, per després passar a Sírius. Des d'allí s'envia a través del Sol al déu de la Terra, Sanat Kumara, i finalment mitjançant els set mestres dels set raigs a l'espècie humana.
En l'àmbit naval militar, Sírius està bastant present. Set vaixells de la Marina Reial Britànica han estat batejats HMS Sirius des del segle xviii. El primer, noliejat originàriament el 1786, era el vaixell almirall de la Primera Flota que va navegar cap a Austràlia el 1788. La Marina Reial Australiana va nomenar després un navili seu HMAS Sirius (O226) en honor de l'antic vaixell almirall britànic. Entre els vaixells nord-americans existeix un USNS Sirius (T-AFS-8). En navegació civil, el transatlàntic italià Sirius, dedicat al transport d'emigrants europeus cap a Amèrica del Sud, va naufragar davant de les costes del cap de Palos a Cartagena (Espanya) en el 1906, greu incident en el qual van morir més de dues-centes persones. En aeronàutica, als Estats Units es va construir un avió relacionat amb Sírius, el Lockheed Model 8 Sirius, el primer dels quals va ser pilotat per Charles Lindbergh, famós aviador que va ser el primer a creuar l'oceà Atlàntic sense escales en solitari. Continuant en el món dels transports, la companyia Mitsubishi Motors va dissenyar el motor Mitsubishi Sirius en el 1980.

### Textos generals
- (anglès) Martin Schwarzschild. Structure and Evolution of the Stars.  Princeton University Press, 1958. ISBN 0-691-08044-5.
- (anglès) Aitken, Robert G. The Binary Stars.  Nova York: Dover Publications Inc., 1964.
- (italià) De Blasi, A. Le stelle: nascita, evoluzione e morte.  Bologna: CLUEB, 2002. ISBN 88-491-1832-5.
- (italià) Hack, M. Dove nascono le stelle. Dalla vita ai quark: un viaggio a ritroso alle origini dell'Universo.  Milà: Sperling & Kupfer, 2004. ISBN 88-8274-912-6.
- (italià) Abbondi, C. Universo in evoluzione dalla nascita alla morte delle stelle.  Sandit, 2007. ISBN 88-89150-32-7.

### Textos específics
- (anglès) Holberg, JB. Sirius: Brightest Diamond in the Night Sky.  Chichester, UK: Praxis Publishing, 2007, p. 41-42. ISBN 0-387-48941-X.

### Cartes celestials
- (anglès) Tirion, Rappaport, Lovi. Uranometria 2000.0 - Volume II: The Southern Hemisphere to +6°.  Richmond, Virgínia, EUA: Willmann-Bell, inc., 1987. ISBN 0-943396-15-8.
- (anglès) Tirion, Sinnott. Sky Atlas 2000.0.  Cambridge, EUA: Cambridge University Press, 1998. ISBN 0-933346-90-5.
- (anglès) Tirion. The Cambridge Star Atlas 2000.0.  Cambridge, EUA: Cambridge University Press, 2001. ISBN 0-521-80084-6.

### Sírius en la mitologia
- (francès) Griaule, Marcel. Dieu d'eau: entretiens avec Ogotemmeli.  París: Les Editions du Chêne, 1948.
  - traducció italiana: Dio d'acqua (trad. de G. Agamben), Milà, Bompiani, 1968 (reimpressió: Dio d'acqua. Incontri con Ogotemmêli, Bollati Boringhieri, 2002 - ISBN 88-339-1418-6, 9788833914183)
- (francès) Griaule, Marcel; Dieterlen, Germaine. Le renard pâle Tome 1.: Le mythe cosmogonique.  París: Institut d'ethnologie, 1965.
- (italià) Dieterlen, Germaine. "Astronomia e calendari in Africa occidentale. 1. Il sistema astronomico dei dogon. La 'stella del fonio'", a: Yves Bonnefoy, Dizionario delle mitologie e delle religioni.  Milà: Rizzoli, 1989.
- (italià) Antonio, Panaino. "Sirio stella-freccia nell'Oriente antico", a: Giuliano Bernini, Vermondo Brugnatelli (a cura di), Atti della 4a Giornata di studi camito-semitici e indeuropei.  Milà: Unicopli, 1987, p. 139-155. ISBN 88-400-0072-0.
- (castellà) Burnham, Robert; Dyer, Alan; Kanipe, Jeff. Astronomy. Traducció de Dulcinea Otero-Piñeiro iy revisió de David Galadí-Enríquez.  Barcelona: BLUME, 2001. ISBN 84-8076-413-9.
- (castellà) Comellas, José Luis. Guía del firmamento. 7a ed..  Madrid, Espanya: Ediciones RIALP S.A., 2002. ISBN 84-321-1976-8.
- (castellà) Galadí-Enríquez, David; Gutiérrez Cabello, Jordi. Astronomía general: teórica y práctica.  Barcelona: Ediciones Omega, 2001. ISBN 84-282-1168-X.
- (castellà) Porcellino, Michael. Antonio García Brage. A young astronomer's guide to the Night Sky. Traducció de José Miguel Miranda Pantoja, revisió tècnica de Lorenzo Abellanas Rapún.  Madrid: McGraw-Hill/Interamericana de España, 1992. ISBN 84-7615-904-8.
- (anglès) Holberg, J.B.. Sirius: Brightest Diamond in the Night Sky. En anglès, descripció historicocultural i astrofísica.  Chichester, Regne Unit: Praxis Publishing, 2007. Holberg. ISBN 0-387-48941-X.
- (anglès) Brosch, Noah. Sirius Matters. 354.  Dordrecht: Springer, 2008. ISBN 1-4020-8318-1.
- (alemany) Sams, Erich. Sirius — Der Wächter am Tor. Glanz und Elend des Fixsterns Sirius in den alten Religionen (en alemany).  Mering: Pro Literatur Verlag, 2007. ISBN 978-3-86611-312-1.
- (alemany) Barnett, Mary. Götter und Mythen des alten Ägypten (en alemany).  Verlag Gondrom, 1998. ISBN 3-8112-1646-5.